# Accidente aéreo del T-35 de la Fuerza Aérea Dominicana
El accidente aéreo del ENAER T-35 Pillán de la Fuerza Aérea Dominicana ocurrió el domingo 7 de abril de 2013 a las 14:30 h (hora local -4) durante una demostración en el "show aéreo del Caribe", en pleno desarrollo de su segundo día de presentación. En la aeronave volaban los pilotos de la Fuerza Aérea Dominicana, el teniente Rafael Sánchez Astacio y el segundo teniente Carlos Manuel Guerrero Guerrero, ambos fallecidos. En las operaciones de búsqueda participaron el Centro de Operaciones de Emergencia, Marina de Guerra Dominicana y la Fuerza Aérea Dominicana.

## Cronología
- 14:00 h: Comienza el segundo día del "show aéreo del Caribe" en las costas de Santo Domingo con la participación de cientos de aviones nacionales e internacionales.

- 14:15 h: Surgen las primeras informaciones y rumores de un accidente; minutos más tarde surgen fotos y posibles víctimas vía la red social Twitter. Además, se muestran imágenes en vivo del accidente por un canal de noticias; el impacto en los espectadores fue palpable.

- 14:29 h: El presidente de la República Dominicana, Danilo Medina, expresa sus condolencias vía su cuenta oficial de Twitter.[3]

- 14:35 h: Comienzan las operaciones de búsqueda y rescate en el lugar con aviones, helicópteros, lanchas, barcos y buzos de la Marina de Guerra y la Fuerza Aérea Dominicana con apoyo de los miembros de la Defensa Civil y el COE.

- 15:00 h: Confirman oficialmente el accidente e identifican a la aeronave como una ENAER T-35 Pillán de fabricación chilena y que los pilotos eran el teniente piloto de la Fuerza Aérea Dominicana Rafael Sánchez Astacio y el segundo teniente de la Fuerza Aérea Dominicana Carlos Manuel Guerrero Guerrero.

- 16:30 h: Confirman la presunta muerte de los jóvenes aún sin recuperar los cuerpos; desde un primer momento se informó que las probabilidades de supervivencia eran mínimas.

- 17:00 h: Se informa el rescate de los cuerpos y que se inicia una investigación partiendo de la hipótesis de que el ala derecha de la nave chocó contra el agua e hizo que los pilotos perdieran el control estrellándose en picada en una maniobra siguiente.[4]

- 21 de junio de 2013: Fue Confirmado que fue error humano y no por falla mecánica en el Accidente aéreo del ENAER T-35 Pillán.[5]